# Écolâtre
L’écolâtre (du latin scolasticus > scholaster) était, au Moyen Âge, le maître de l’école monastique ou de l’école cathédrale. La fonction était importante et nombreux furent les écolâtres qui devinrent écrivains de renom, théologiens, ou évêques, voire pape (Sylvestre II).

## Dans les monastères
Le travail manuel ne manquait pas dans les monastères : les moines fondateurs étaient leurs propres bâtisseurs et défrichaient leurs terres. Au travail manuel fut cependant toujours lié un travail apostolique et intellectuel, compris comme une autre manière de rendre gloire à Dieu (Opus Dei). Les règles monastiques les plus anciennes imposaient des temps de lecture (de textes sacrés), ce qui nécessitait au minimum une alphabétisation des jeunes recrues. Dès le IXe siècle, les monastères plus importants avaient leurs bibliothécaire, scribes, chroniqueur et écolâtre. L’écolâtre était chargé de l’école monastique.

### Deux écoles
Les monastères avaient deux écoles, l’extérieure et l’intérieure : 
- L’extérieure, réservée aux laïcs donnait une instruction élémentaire, se bornant à la lecture, l’écriture, le catéchisme et le calcul ;
- Dans l’école intérieure, plus développée, les oblats (c’est-à-dire de jeunes garçons offerts par leurs parents au monastère pour qu’ils deviennent moines) débutaient par des classes élémentaires de lecture, calcul, le psautier et un peu de musique.

### Curriculum
Les oblats suivaient ensuite un parcours académique appelé le septivium (les sept Arts libéraux), qui n’était pas nécessairement accompli en 7 ans : 
- Le trivium (trois premiers sujets) étaient la grammaire (littérature), rhétorique (éloquence) et dialectique (philosophie) ;
- Le quadrivium (quatre sujets) comportait un ensemble de cours plus scientifiques : musique, arithmétique, géométrie et astronomie.

Un théologal s’occupait de la formation religieuse et théologique des jeunes moines.

### Moines-écolâtres
Quelques moines écolâtres célèbres: 
- Thierry de Leernes, (moine de Lobbes) à Stavelot, Mousson, Fulda et Saint-Hubert.
- Wazon, (moine de Lobbes), à Liège.
- Hériger de Lobbes, (moine de Lobbes), à Lobbes dont il devient abbé.
- Ekkehard Ier, à l’abbaye de Saint-Gall.
- Sigebert de Gembloux, à l’abbaye de Metz.
- Murethach (moine irlandais), à Auxerre.
- Pierre le Vénérable (moine de Sauxillanges), à l’abbaye de Vézelay.
- Alcuin (moine anglais), à la cour de Charlemagne.
- Gerbert d'Aurillac (moine d'Aurillac), philosophe et mathématicien, écolâtre à Reims en 972, puis pape sous le nom de Sylvestre II (de 999 à 1003).
- Othlon de Saint-Emmeran (XIe siècle) à l'abbaye Saint-Emmeran.

## Auprès des cathédrales
Chrodegang (712-766), évêque de Metz, forma les prêtres de sa cathédrale à vivre en communauté, et écrivit pour eux une règle appelée Regula vitae communis inspirée de celle de saint Benoît.  Il y introduit dans la communauté la fonction d’écolâtre : un des chanoines est spécialement chargé d’instruire les jeunes clercs de la cathédrale. Charlemagne demanda l’ouverture de l’école cathédrale aux non-clercs. Au fil des temps l’écolâtre devient également l’inspecteur des maîtres d’écoles du diocèse. Plus tard, le concile du Latran III officialisa la coutume (1179) en spécifiant que l’enseignement sera gratuit.
Cependant, avec l’émergence et l’influence croissante des universités (XIIIe siècle), les écoles cathédrales perdront progressivement leur importance et le rôle de l’écolâtre disparaîtra.

### Chanoines-écolâtres
Quelques chanoines écolâtres mieux connus : 
- Bruno le Chartreux, à Reims
- Boniface de Bruxelles, à Cologne
- Anselme de Laon, à Laon
- Fulbert de Chartres, à Chartres, dont il devient évêque.
- Odon de Tournai, à Toul puis Tournai
- Egbert de Liège, à Liège
- Conrad de Marbourg, à Mayence.
- Thibaud d'Étampes, à Étampes, puis à Caen, puis à Oxford.

### Débat sur le rôle de l'écolâtre
En 1757, un arrêt du parlement de Flandres sur un débat entre les échevins de Douai et l'écolâtre de la collégiale Saint-Pierre de Douai clarifie la portée du rôle de l'écolâtre dans la ville universitaire.